# Amphipsylla jingtieshanensis
Amphipsylla jingtieshanensis är en loppart som beskrevs av Ma Desan, Zhang Zenghu et Wang Shixiu 1979. Amphipsylla jingtieshanensis ingår i släktet Amphipsylla och familjen smågnagarloppor. Inga underarter finns listade i Catalogue of Life.